# Белоглазова, Раиса Васильевна
Раи́са Васи́льевна Белогла́зова (16 мая 1928, Верхнеудинск — 2001, Улан-Удэ) — советская и российская писательница и журналистка, член Союза писателей СССР (1987).

## Биография
Раиса Белоглазова родилась 16 мая 1928 года в Улан-Удэ в семье железнодорожника. В девять лет, в 1937 году, когда Раиса только окончила первый класс, тяжёлая болезнь приковала девочку к кровати. Неправильно поставленный диагноз и лечение привели к пожизненной инвалидности.
Благодаря родным, друзьям, соседям, учителям и собственному трудолюбию, Раиса Белоглазова получила среднее образование.
В 1951 году заканчивает 4-годичные курсы иностранных языков заочного обучения. К началу 1950-х годов и относится начало её литературной деятельности.
После первых публикаций Раиса Васильевна была рекомендована для поступления на заочное отделение Литературного института им. А.М. Горького. Институт закончила в 1963 году. В 1987 года Белоглазова принята в члены Союза писателей СССР.
Умерла в 2001 году в г. Улан-Удэ.

## Творчество
Раиса Белоглазова написала романы «Наши соседи» (1955), «Черёмуховый цвет» (1971), повести «Целеустремлённость» (1953), «Незаконченная рукопись» (1958), «Первая четверть» (1962), «Ритка» (1978), сборник рассказов «Ветка багульника» (1960), «Праздничным вечером» (1965), «Борька и другие» (1965), «Дождливый ноябрь» (1969), выпущенными Бурятским книжным издательством.
Ею переведён сборник бурятских сказок «Семьдесят небылиц» (1969).
В 1967 годуна сцене Бурятского кукольного театра осуществлена постановка пьесы Р. Белоглазовой «Иван-Царевич и серый волк» по А. Толстому.
Её книги печатали бурятские, иркутские и московские издания. А «Риткой», «Черемуховым светом», «Горожанами» зачитывалась вся республика. Их покупали, искали в библиотеках.  Герои её произведений – это простые люди, горожане, школьники, жители села.
Писательница занималась общественной деятельностью: выступала на телевидении, в школах и вузах города Улан-Удэ, писала публицистические статьи в республиканских газетах

## Награды и премии
- Орден «Знак Почёта»
- Медаль «В ознаменование 100-летия со дня рождения Владимира Ильича Ленина»
- Почётная грамота Президиума Верховного Совета РСФСР
- Почётная грамота Президиума Бурятской АССР
- Почётное звание «Заслуженный работник культуры Бурятской АССР».
- Республиканская литературная премия Бурятской АССР за роман «Черёмуховый цвет» (1972)

## Память
- На стене дома, где жила Раиса Белоглазова, 16 мая 2013 года установлена мемориальная доска[3].